# Noordelijke steelhals
De noordelijke steelhals (Miscodera arctica) is een keversoort uit de familie van de loopkevers (Carabidae). De wetenschappelijke naam van de soort werd in 1798 gepubliceerd door Gustaf von Paykull.